# Румункі-Ясенські
Румункі-Ясенські (пол. Rumunki Jasieńskie, нім. Lichten-Räumung) — село в Польщі, у гміні Тлухово Ліпновського повіту Куявсько-Поморського воєводства.
Населення — 87 осіб (2011).
У 1975-1998 роках село належало до Влоцлавського воєводства.

## Демографія
Демографічна структура станом на 31 березня 2011 року:
|          | Загалом | Допрацездатний вік | Працездатний вік | Постпрацездатний вік |
| -------- | ------- | ------------------ | ---------------- | -------------------- |
| Чоловіки | 45      | 11                 | 30               | 4                    |
| Жінки    | 42      | 14                 | 17               | 11                   |
| Разом    | 87      | 25                 | 47               | 15                   |